# Iuliu Falb
Iuliu Falb (n. 14 decembrie 1942, Timișoara, România – d. 2009, Paris, Franța) a fost un scrimer român specializat pe floretă, campion mondial pe echipe în 1967 și laureat cu bronz la Campionatele Mondiale din 1969 și din 1970, tot pe echipe. A participat la trei ediții ale Jocurilor Olimpice: Tōkyō 1964, México 1968, München 1972.